# Vuelta Ciclista del Uruguay 1992
La 49.ª edición de la Vuelta Ciclista del Uruguay, se disputó del 10 al 19 de abril de 1992.
Fue ganada por el argentino Andrés Maistegui, que luego de ser el líder las primeras etapas, perdió la malla oro y la recuperó en la penúltima etapa. Fue seguido en el podio por el ruso Sergei Biakov y el uruguayo Walter Rafael Silva.
Esta fue otra edición polémica de la Vuelta debido a la descalificación de todo el equipo de Peñarol y la llegada a Salto, que debió realizarse unos kilómetros antes por protestas de simpatizantes del ídolo local, Federico Moreira.

## Equipos y ciclistas participantes
| Peñarol "A" Uruguay | Selección Pre-Olímpica de Rusia Rusia                                                                                                | Caloi de San Pablo Brasil |
| - 1 Federico Moreira - 2 Eduardo Trillini - 3 Luis Biera - 4 Rubén Bergamín - 5 Gustavo de los Santos - 6 José María Orlando | - 7 Andrei Ivanov - 8 Dimitri Vlassiuk - 9 Kirill Belaiev - 10 Alexandre Strelkov - 11 Mikhail Dzinine - 12 Alexandre Vasekine       | - 13 Antonio Silvestre - 14 Fernando Louro - 15 Jamil Suaidem - 16 José Reginaldo Cardoso - 17 Ricardo Bucha - 18 José Hunger |
| Naviera Santa Perú | Abacan Bielorrusia | Federación de Paysandú Uruguay                                                                                                |
| - 19 Jhony Luzquiños - 20 Gustavo Guerrero - 21 Carlos Pereira - 22 Alfredo Delgado - 23 Javier Polar - 24 Miguel Figueroa   | - 25 Sergei Biakov - 26 Mikhail Sitnikov - 27 Viktor Koupovec - 28 Evgueni Pavlitchev - 29 Sergei Monikin - 30 Serguéi Sujoruchenkov | - 31 Hugo Nores - 32 Milton Castrillón - 33 Alberto Ferrazán - 34 Robinson Thomé - 35 Mario Wynants - 36 Mario Castrillón     |
| Belo Horizonte Uruguay | España-La Paz Uruguay | C.C. Sauce Uruguay |
| - 37 Sergio Tesitore - 38 Jorge Bravo - 39 Ramiro Vidal - 40 Andrés Maistegui - 41 José Maneiro - 42 José Núñez              | - 43 Richard Fatigatti - 44 Gregorio Bare - 45 Richard Lemos - 46 Oscar Sanini - 47 Ricardo Guedes - 48 Pedro Paiz                   | - 49 Roberto Cor - 50 Freddy Jamen - 51 Mario Quijano - 52 Robert Martínez - 53 Néstor Ochogaray                              |
| C.C. Tabaré Farías Uruguay                                                                                                   | C.C. Amanecer Uruguay | Club Atlético Policial Uruguay                                                                                                |
| - 54 Fabio López - 55 Igor Borreani - 56 Gustavo Tardáguila - 57 Iván Panzardo                                               | - 58 Francisco Gómez - 59 Gustavo Figueredo - 60 Carlos Silva - 61 Eduardo Cammarano                                                 | - 62 Milton Wynants - 63 Oscar Sartore - 64 Walter Rafael Silva - 65 Juan Carlos Seijo - 66 Nazario Pedreira                  |
| Italo Trentino Uruguay | Federación de Florida Uruguay | Alas Rojas de Montevideo Uruguay                                                                                              |
| - 68 Daniel Vidart - 69 Héctor Villegas - 70 Roberto Rodríguez - 71 Walter González                                          | - 74 Luis Martínez - 75 Gustavo Corujo - 76 Carlos Pérez - 77 Horacio Runco - 78 Alfredo Vairo - 79 Cono Barrios                     | - 80 Marcos Saracho - 81 Ricardo Luján - 82 Nelson Guisolfo - 83 Daniel Machín                                                |
| Punta del Este Uruguay | Villa Teresa Uruguay | Federación de Río Negro Uruguay                                                                                               |
| - 86 José Asconeguy - 87 Pablo Elizalde - 88 Gustavo Artacho - 89 Sergio Sartore                                             | - 92 Carlos Arista - 93 Jorge Bustamante - 94 Adrián CArdozo - 95 Nelson Bravo                                                       | - 98 Héctor Magallanes - 99 Marcelo Mezquida - 100 Ricardo Westh - 101 Walter Vergara                                         |
| El Límite Uruguay | Cruz del Sur Uruguay | Peñarol "B" Uruguay |
| - 104 Jorge Othar - 105 Gustavo Michelli - 106 Carlos Andolfati - 107 Juan Parodi                                            | - 110 Ernesto Martínez - 111 Néstor Alvez - 112 Fernando De León - 113 Fernando Britos - 114 Víctor Vignami                          | - 116 Waldemar Domínguez - 117 Raúl Lequini - 118 Oscar Díaz - 119 Juan José Ibarra                                           |
| Fénix Uruguay | Con Los Mismos Colores Uruguay | Nacional de Gualeguaychú Argentina                                                                                            |
| - 122 Sergio Llamazares - 123 Jorge Acosta - 124 Daniel Lozano - 125 Víctor Quiroga                                          | - 128 Elbio Cincunegui - 129 Luis Huvvat - 130 Wilson FErreira - 131 Héctor Nogueira                                                 | - 134 Hugo Daguerre - 135 José Gonzalo - 136 Walter Moreno - 137 Luis Daguerre                                                |

## Desarrollo
La carrera comenzó con una fuga que llegó a término en la primera etapa del argentino defensor del Belo Horizonte, Andrés Maistegui, quién se puso de líder. En la 4.ª jornada que unía San José con Colonia una fuga de 6 ciclistas integrada por los rusos del Abacan, Sergei Monikin y Sergei Biakov, el de la selección pre-olímpica Kiril Belaiev, mas el argentino Daniel Mosler y los uruguayos Gustavo De Los Santos y José Asconeguy, le sacaron 4 minutos al pelótón. La malla de líder pasó a manos de De Los Santos, ciclista del Club Atlético Peñarol.
La quinta etapa que debía desarrollarse entre Colonia y Fray Bentos, significó un cambio importante en la carrera. La ruta no estaba en buenas condiciones por lo que los ciclistas decidieron ir a tren controlado hasta que mejorara el pavimento. Cuando el camino mejoró (aunque seguía en malas condiciones) y se dio vía libre, se sucedieron varias caídas, la más grave la que le aconteció a Roberto Cor del CC Sauce quien sufrió una fractura en el brazo. Al entrar en la ruta 96, la misma era imposible de transitar por lo que el pelotón decidió detenerse y luego de varias conversaciones con comisarios y organizadores se decidió trasladarse hasta la ciudad de Dolores y neutralizar ese tramo. Una vez en Dolores las conversaciones continuaron, las autoridades dieron el visto bueno a la ruta 21 desde el punto donde se encontraban hasta Mercedes, pero los ciclistas, liderados por Federico Moreira, José Asconeguy, Nazario Pedreira, Sergio Llamazares entre otros, no estaban de acuerdo. En una reunión entre comisarios y directores deportivos se determinó que se iba a continuar con la etapa, a excepción de Peñarol que se manifestó en contra. La mayoría de los ciclistas reanudaron la carrera, mientras algunos seguían con las dudas y parlamentos. El equipo de Peñarol, mas otros competidores, salieron momentos después y dieron alcance al pelotón, según se denunció, de forma antirreglamentaria agarrados a vehículos. Allí nuevamente se detuvo el pelotón y los comisarios decidieron anular definitivamente la etapa y posteriormente descalificar a todo el equipo de Peñarol, pasando a ser líder de la carrera el ruso Monikin.
Dos días después, la carrera debía llegar a Salto, ciudad natal de Federico Moreira, pero terminó de forma sorpresiva unos kilómetros antes ya que un grupo de manifestantes ofuscados por la descalificación de Peñarol y Moreira, cortaron la ruta antes de la ciudad. Enterados del hecho poco antes de llegar, los comisarios decidieron terminar la etapa allí mismo y no llegar a Salto.
Deportivamente, la carrera tenía en Monikin un líder sólido, que nada parecía que le hiciera perder la Vuelta, pero en la penúltima etapa el Belo Horizonte salió al ataque y se formó un pelotón puntero de cerca de 30 unidades donde estaba Andrés Maistegui, el más cercano al líder en la general pero a más de 3 minutos. El equipo de Monikin, el Abacan, no se preocupó y dejó sacar ventajas aunque Maistegui quedara de líder ya que en la fuga contaban con otro hombre, Sergei Biakov que quedaba 2° a escasos segundos del argentino. Fallo fatal para el equipo bielorruso ya que en la última etapa Biakov no pudo descontar ese tiempo y Maistegui ganó la Vuelta por 17 segundos.

## Etapas
| Etapa | Fecha       | Recorrido                         | Ganador (equipo)                           | Líder                 |
| 1.ª   | 10 de abril | Montevideo-Maldonado              | Andrés Maistegui (Belo Horizonte)          | Andrés Maistegui      |
| 2.ª   | 11 de abril | Maldonado-Florida                 | Dimitri Vlassiuk (Sel. Pre-Olímpica Rusa)  | Andrés Maistegui      |
| 3.ª   | 12 de abril | Florida-San José                  | Sergio Llamazares (Fénix)                  | Andrés Maistegui      |
| 4.ª   | 13 de abril | San José-Colonia                  | Sergei Monikin (Abacan de Bielorrusia)     | Gustavo de los Santos |
| 5.ª   | 14 de abril | Colonia-Fray Bentos               | Anulada                                    |                       |
| 6.ª   | 15 de abril | Fray Bentos-Paysandú              | Sergio Llamazares (Fénix)                  | Serguei Monikin       |
| 7.ª A | 16 de abril | Paysandú (CRI)                    | Sergio Tesitore (Belo Horizonte)           | Serguei Monikin       |
| 7.ª B | 16 de abril | Paysandú-Salto                    | José Reginaldo Cardoso (Caloi)             | Serguei Monikin       |
| 8.ª   | 17 de abril | Paysandú-Trinidad                 | Evgueni Pavlitchev (Abacan de Bielorrusia) | Serguei Monikin       |
| 9.ª A | 18 de abril | Trinidad-Durazno (CRE)            | Abacan de Bielorrusia                      | Serguei Monikin       |
| 9.ª B | 18 de abril | Durazno-Paso de los Toros-Durazno | Jorge Acosta (Fénix)                       | Andrés Maistegui      |
| 10.ª  | 19 de abril | Durazno-Montevideo                | Sergio Tesitore (Belo Horizonte)           | Andrés Maistegui      |

## Clasificaciones finales

### Clasificación individual
| Pos. | Ciclista            | Equipo                      | Tiempo           |
| ---- | ------------------- | --------------------------- | ---------------- |
| 1.º  | Andrés Maistegui    | Belo Horizonte              | 32 h 36 min 00 s |
| 2.º  | Serguei Biakov      | Abacan de Bielorrusia       | a 17 s           |
| 3.º  | Walter Rafael Silva | Policial                    | a 1 min 49 s     |
| 4.º  | Jorge Acosta        | Fénix                       | a 1 min 51 s     |
| 5.º  | Viktor Koupovec     | Abacan de Bielorrusia       | a 2 min 20 s     |
| 6.º  | Jhonny Luzquiños    | Naviera Santa               | a 2 min 53 s     |
| 7.º  | Evgueni Pavlitchev  | Abacan de Bielorrusia       | a 3 min 00 s     |
| 8.º  | Andrei Ivanov       | Selección Pre-Olímpica Rusa | a 3 min 04 s     |
| 9.º  | Gustavo Guerrero    | Naviera Santa               | a 3 min 54 s     |
| 10.º | Eduardo Cammarano   | Amanecer                    | a 3 min 57 s     |

### Clasificación premio esprínter
| Pos.        | Ciclista         | Equipo         | Puntos |
| ----------- | ---------------- | -------------- | ------ |
| Malla verde | Andrés Maistegui | Belo Horizonte | 270    |
| 2.º         | Gregorio Bare    | España-La Paz  | 150    |
| 3.º         | Sergei Biakov    | Abacan         | 100    |

### Clasificación premio cima
| Pos.       | Ciclista       | Equipo         | Puntos |
| ---------- | -------------- | -------------- | ------ |
| Malla roja | Sergei Monikin | Abacan         | 170    |
| 2.º        | Carlos Silva   | Amanecer       | 110    |
| 3.º        | Jorge Bravo    | Belo Horizonte | 90     |

### Clasificación por equipos
| Pos. | Equipo                      | Tiempo           |
| ---- | --------------------------- | ---------------- |
| 1.º  | Abacan de Bielorrusia       | 98 h 35 min 27 s |
| 2.º  | Selección Pre-Olímpica Rusa | a 15 min 00 s    |
| 3.º  | Belo Horizonte              | a 15 min 58 s    |
| 4.º  | Caloi                       | a 20 min 01 s    |
| 5.º  | Naviera Santa               | a 34 min 50 s    |